# Xanthoparmelia elevata
Xanthoparmelia elevata är en lavart som beskrevs av Elix. Xanthoparmelia elevata ingår i släktet Xanthoparmelia och familjen Parmeliaceae.   Inga underarter finns listade i Catalogue of Life.